# Matei Basarab
Matei Basarab (1588, Brâncoveni, Olt-9 de abril de 1654, Bucarest) fue príncipe de Valaquia entre 1632 y 1654.

## Reinado
Durante la mayoría de su reinado, Matei estuvo ocupado con defenderse de las incursiones moldavas en Valaquia, triunfando en 1637, 1639 y 1653 —véase la Batalla de Finta. Fue un gobernante absolutista ilustrado, conocido por haber introducido en Valaquia la prensa (1634) y promulgado el primer código de leyes valaco, así como por ser patrono de los artes y de la religión (fundador de la primera escuela superior en su Principado). Construyó más de 45 iglesias y monasterios, siendo comparado por ello con Esteban III de Moldavia. 
Su elección en 1632 significó la primera excepción —aunque podría decirse lo mismo de Mihai Viteazul— de una regla establecida por el hábito de elegir a familiares de los príncipes anteriores. Matei Basarab era solamente un boyardo (de la familia Craioveşti) y el motivo de su elección fue la reacción de los boyardos autóctonos frente a los boyardos llegados de Grecia y del Levante mediterráneo. Quizás por esas circunstancias especiales Matei adoptó el nombre "Basarab", asociado a un linaje legítimo fabricado. 
El reinado de Matei Basarab coincide también con la última etapa de la decandecia de los pequeños nobles, el resultado de la presión política de los boyardos y de los drásticos cambios económicos. (La rebelión de los militares "seimeni" bajo Constantin Şerban probablemente tuvo la misma causa). 
Parece que el príncipe planeaba la emancipación frente al Imperio otomano, así como la dominación sobre Moldavia. Mantuvo una relación estrecha con el gobernador transilvano Jorge Rákóczi II, un vasallo de los otomanos ambicioso, poderoso, y con más autonomía que Matei. 

## Leyes y reformas
Matei Basarab y su contemporáneo, el príncipe moldavo Vasile Lupu, son acreditados por promulgar las primeras leyes escritas en los dos Principados. Sin embargo, los dos códigos, prácticamente idénticos, no iban en contra de la tradición sino que eran transcripciones al rumano de las costumbres bizantinas, aludidas en documentos de las décadas precedentes. Las dos colecciones del reinado de Matei son los "Pravila de la Govora" en 1640 y "Pravila lui Matei Basarab" ("El Código de Matei Basarab"; también conocido como "Îndreptarea Legii" - "El Arreglo de la Ley") en 1652.
- Datos: Q719546
- Multimedia: Matei Basarab / Q719546